# Delias fioretti
Delias fioretti is een vlindersoort uit de familie van de Pieridae (witjes), onderfamilie Pierinae.
Delias fioretti werd in 1996 beschreven door van Mastrigt.